# Famille Marraud des Grottes
La famille Marraud des Grottes est une famille subsistante de la noblesse française, originaire de l'Orléanais et de l'Agenais (Lacépède) passée aux îles d'Amérique avec le gouverneur Belain d'Esnambuc en 1629 et en particulier en Martinique dès 1670.
Elle a été anoblie en Martinique en 1788.
Il y a eu de nombreux rameaux dans l'île de Saint-Christophe et à Saint-Domingue (quartier des Cayes, paroisse Saint-Joseph de Torbeck).

## Histoire

### Colons de Martinique
Charles Marraud, sieur de la Renardière, passa en Martinique en 1670 avec son fils Jacques (1666-1714). Ses descendants participèrent à la défense de la Martinique lors des sièges menés par les Anglais en 1759 et 1762 et lors de la guerre d'indépendance des États-Unis. Deux de ses membres furent faits chevaliers de Saint-Louis.
Le roi Louis XVI accorda à Étienne-Joseph-Isaïe Marraud des Grottes (né au Macouba le 22 juin 1702 et mort le 17 mai 1788), des lettres patentes de confirmation de Noblesse datées à Saint Cloud du mois de mai 1788 qui furent enregistrées au Conseil Souverain de la Martinique le 5 mai 1789. Dans ces Lettres, les états de services d’Étienne-Isaïe et de ses ancêtres sont longuement décrits. Pendant 38 ans, il servit avec distinction le roi. Commandant du quartier et des troupes du Macouba, il prit part aux deux sièges de la Martinique en 1759 et 1762.
Cette branche familiale a été admise au sein de l'association d'entraide de la noblesse française en 1972.

### Branche à Bordeaux
La branche ainée s’est établie à Bordeaux vers 1848, et a donné Jules Marraud des Grottes, conseiller général de la Gironde, coprésident fondateur avec Albert de Mun des Cercles d’ouvriers catholiques. Il fut créé comte romain héréditaire, le 3 octobre 1876, par le pape Pie IX.

### Branche à Nantes
Une branche cadette s'est établie à Nantes avec Pierre-Joseph-Aristide Marraud des Grottes, conseiller général et conseiller privé de la Martinique et chevalier de la Légion d'honneur.
Un de ses fils Henri-Louis-Joseph-Roseville Marraud des Grottes dit Roseville des Grottes né aux Trois-Ilets en 1854, est préhistorien et a été lauréat à l'Académie des Jeux floraux de Toulouse pour son œuvre poétique. Il a été l'ami du poète Francis Jammes, et de Charles de Bordeu, homme de lettres.

### Branches puinées
Les autres branches puinées sont demeurées en Martinique.

## Alliances
Les principales alliances de la famille Marraud des Grottes sont : Assier de Montrose et de Pompignan, de Bouillé du Chariol, de Lamothe, de Pellerin de Latouche, Huc, de Leyritz, Carreau de Gaschereau, Baillardel de Lareinty, Le Sade, de Lagrange, de Beauharnais, de Maupéou, de Bégon, de Chesneau, le Vassor de la Touche, de Bourke de Beauchamp, Dyel de Montaval, de Sigalony, Le Roy, Pinel de la Pelun, du Blancq-Laborde, Béard du Dézert, de Thoré, Burot de Carcouët, de Kersaint-Gilly, Hardy des Sources, Birot de la Pommeraye, de Reynal de Saint Michel, de Laguarrigue de Meillac.

## Armes
- De gueules à l’épée d’argent posée en bande, au chef cousu d’azur et chargé de trois étoiles d’or[4],[5],[2]( vitraux visibles dans les églises de l'Isle Saint Georges en Gironde, de Puceul en Loire-Atlantique et dans la chapelle Saint-Jean-Baptiste de la basilique Saint-Donatien de Nantes )
- Devise principale: « Fidelis etiam solus »[1] (Fidèle même seul).
- Devise secondaire: « Dat virtus quod fas negat »[réf. nécessaire] (Le courage donne ce que le sort refuse).